# Pascale Luyks
Pascale Luyks (Naarden, 16 februari 1971) is een Nederlandse televisiepresentatrice en voormalig omroepster.
Luyks begon haar televisiecarrière achter de schermen als producer bij Veronica & RTL Nederland. Vanaf 1996 was ze ook op het scherm te zien als omroepster van het toenmalige Veronica. Van 2000 tot 2002 was ze presentator van de programma's RTV Noord Nieuws en Noord Sport op de regionale zender RTV Noord. Sinds 2005 was ze regelmatig te zien bij RTL 4 en RTL 5/ RTL 7. Zo was zij een van de presentatoren van het RTL Ontbijtnieuws (RTL 4, 2005-2009), 4 in het Land (RTL 4, 2007) en diverse programma's op zakenzender RTL Z waaronder RTL Z Nieuws (2005-2008) Noordzakelijk (2004-2005) en Business Links (RTL 7, 2008-2012).  Sinds 2013 is zij het gezicht van Branche TV, Branche Talks een zakelijke talkshow op internet.
Naast haar televisiewerk heeft ze onder meer gewerkt als PR & communicatiemedewerker bij het Dagblad van het Noorden en is ze mede-eigenaar van een bedrijf dat  diverse milieuvriendelijke groene energieproducten levert.